# Gimnasia en trampolín
La gimnasia en trampolín es una disciplina deportiva de la gimnasia que consiste en realizar una serie de ejercicios ejecutados en varios aparatos elásticos, donde la acrobacia es la principal protagonista. Está dividida principalmente en tres especialidades: tumbling, doble mini-tramp y cama elástica, la última de ellas fue olímpica desde Sídney 2000.

## Historia de la gimnasia en trampolín
Esta disciplina llamada Gimnasia en Trampolín fue fundada en el año 1934 por los gimnastas estadounidenses George Nissen y Larry Griswold. Ellos fueron los que crearon el primer trampolín moderno en la Universidad de Iowa, al este de Estados Unidos. Este deporte comenzó a utilizarse para entrenar astronautas, con el fin de conocer los diferentes efectos de estar en un ambiente sin gravedad. Hasta el año 1948, cuando se celebró la primera utilización de este aparato, el trampolín era usado dentro de la Gimnasia Tradicional. En el año de 1955 el trampolín llega a Europa de la mano de Kurt Backer. El 4 de marzo de 1964 se crea la primera Federación Internacional de Gimnasia por Fráncfort del Main quien introdujo este deporte en Alemania.
Londres fue sede del primer campeonato del mundo en 1964 y a partir de ahí este deporte fue también protagonista dentro de los campeonatos mundiales y juegos olímpicos.

## Tumbling
El tumbling es una pista alargada de 25 metros sobre el suelo que amortigua los impactos y a la vez la potencia. Sobre esta base los gimnastas realizan series de 8 elementos acrobáticos compuestas por rondadas, tempos, flic-flac y saltos mortales, con o sin giros.
En competición se realizarán dos pases: uno será un pase de 8 elementos donde solo podrán hacerse mortales sin giro, tempos o flic-flac. Y el segundo pase será el de piruetas (mortal con giro) en el que si no se realiza ninguna pirueta se penalizará en la nota.

## Doble mini-tramp

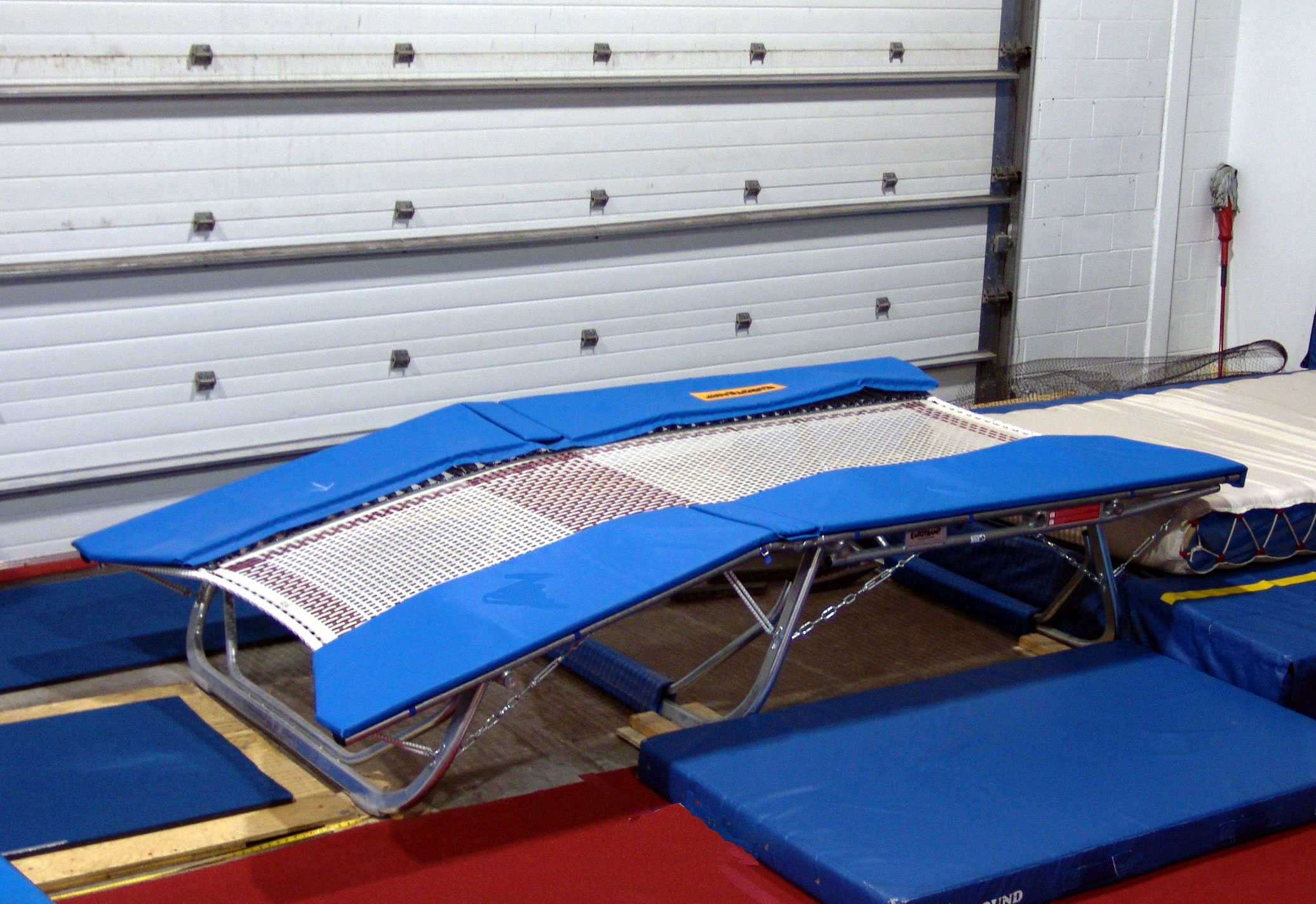
Doble Mini-Tramp

Es una disciplina que se practica en un elemento elástico de estructura similar al trampolín, de 3 m de largo y 0,70 m de altura aproximadamente, al que se accede tras una carrera y sobre el cual se realizan dos ejercicios de gran dificultad, terminando el segundo sobre un colchón de caída.
El doble mini-tramp tiene dos partes que se diferencian claramente: a la primera parte se le denomina mount y está inclinada; en esta parte se realiza la entrada. La segunda parte es una zona plana llamada dismount; en esta zona se realiza o un salto en "spoter", que es realizar con una previa corrida al mount un pique y un elemento en la zona plana (dismount) y volver a caer allí combinado con un salto hacia el colchón de caída que se ubica adelante del doble mini-tramp, que contiene mortales de rotación y giros, depende la dificultad que el nivel te pida. En este colchón hay unas zonas marcadas que dependiendo dónde y de los pasos que se den en la recepción se tiene más o menos penalización.

## Trampolín o cama elástica

Modalidad de trampolín en los Juegos Asiáticos de 2022

La cama elástica es el aparato más reconocido de la gimnasia en trampolín gracias a su debut en los Juegos Olímpicos de Sídney 2000. En él se compite con ejercicios obligatorios y libres de 10 elementos. En el obligatorio prima realizar mortales fáciles donde se observen buena ejecución (posición, apertura, colocación de las piernas y de los brazos) y en el libre se realizan elementos donde prima la dificultad (cada giro en el eje trasversal o longitudinal aumenta la dificultad y la puntuación de cada elemento).
En los niveles más adelantados se realizan acrobacias entre las que son habituales dobles y triples mortales con o sin giros. Los jurados evalúan a los gimnastas con una fórmula en la cual interviene el grado de dificultad de la rutina o salto realizado junto con la ejecución del mismo.

## Trampolín sincronizado
El trampolín sincronizado es una disciplina donde dos gimnastas realizan exactamente la misma serie de 10 elementos obligatorios de manera sincronizada, al mismo tiempo, en dos camas elásticas paralelas. Durante esta serie de ejercicios hay diferentes jueces, los cuales puntean y juzgan a los atletas. Los jueces de ejecución son los encargados de calificar por separado a los gimnastas, al igual que se hace en las competencias individuales, teniendo en cuenta la manera en la que se hacen los ejercicios. Otros jueces evalúan el sincronismo teniendo en cuenta cuan a la par realizan su rutina. El objetivo es rebotar contra la lona de la cama elástica al mismo tiempo. El grado de dificultad se evalúa al igual que para las rutinas de trampolín individual. Los jueces de dificultad evalúan teniendo en cuenta que es lo que se hace y cuán difícil es. Estos tres puntajes (ejecución del gimnasta, sincronismo y dificultad) son los que se tendrán en cuenta en el momento de puntuar a una pareja.